# Peredvizjnikerna

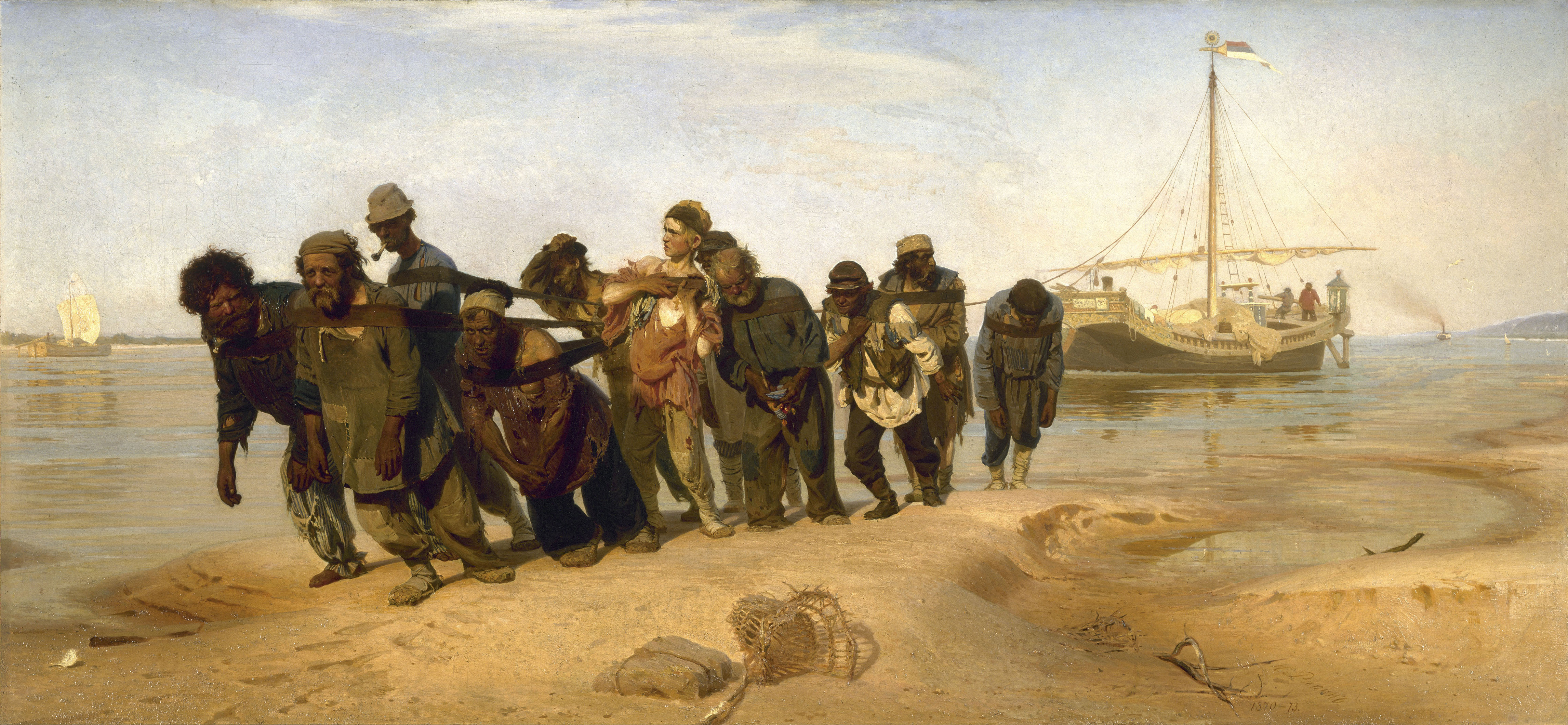
Pråmdragarna längs Volga av Ilya Repin.

Peredvizjnikerna (Ryska: передви́жники) var en rysk realistisk konstnärsgrupp under 1800-talet och en bit in på 1900-talet, på svenska även känd som Vandrarmålarna eller Vandrarna. De utmärkte sig för att måla vanliga människor, ofta i arbete och dess mest kände företrädare är Ilja Repin.

## Historik
Gruppens kärna bildades 1863 av 14 konstnärsstudenter som en opposition inom Konstakademien i Sankt Petersburg och formaliserades 1870 som Sällskapet för vandringsutställningar på initiativ av porträttmålaren Ivan Kramskoj i samråd med Nikolaj Ge och Vasilij  Perov. Medlemmarna ansåg att konsten skulle utgå från folkets behov och sökte nå ut med  vandringsutställningar, som snart blev en faktor av betydelse. Tidens ledande ryska konstnärer slöt sig till gruppen, förutom den genreöverskridande Repin, landskapsmålarna  Ivan Sjisjkin, Isaak Levitan, Abram  Archipov och Aleksej Savrasov, liksom historiemålarna Ge och Vasilij Surikov plus Viktor Vasnetsov med mytologiska motiv. Gruppen hade sin sista samlingsutställning 1922, samma år bildade deras "arvtagare" AChRR Det revolutionära Rysslands konstnärsförbund.

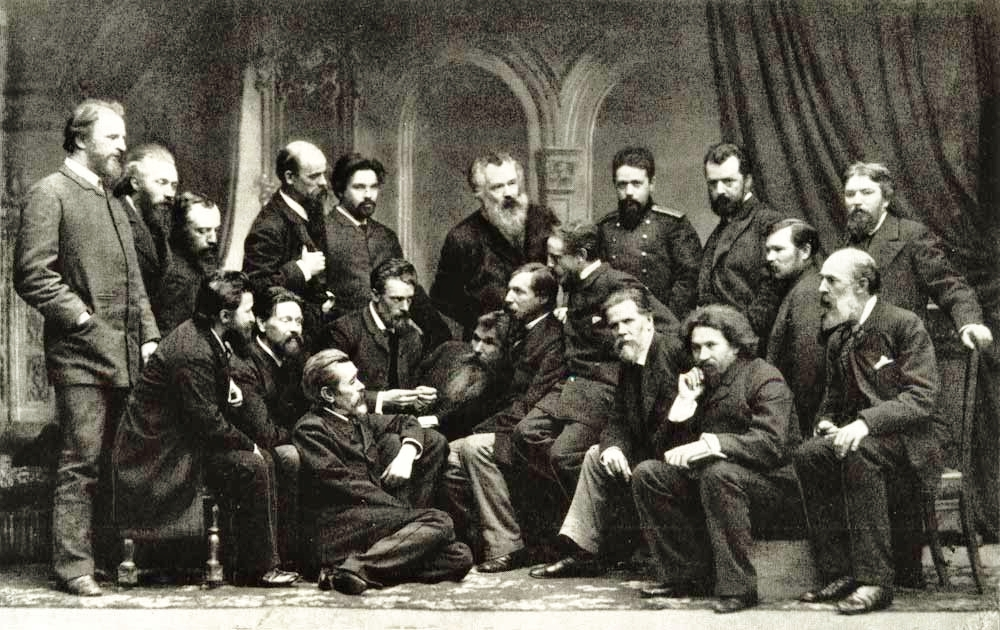
En grupp medlemmar i Sällskapet för vandringsutställningar runt 1885. Sittande (från vänster till höger): Sergej Ammosov, Aleksandr Kiseljof, Nikolai Nevrev, Vladimir Makovskij, Aleksandr Litovsjenko, Illarion Prjanisjnikov, Kirill Lemoch, Ivan Kramskoj, Ilja Repin, Ivanov (i sällskapets styrelse), Nikolaj Makovskij. Stående (från vänster till höger): Grigorij Mjasojedov, Konstantin Savitskij, Vasilij Polenov, Efim Volkov, Vasilij Surikov, Ivan Sjisjkin, Nikolaj Jarosjenko, Pavel Brjollov, Aleksandr Beggrov.

## Utställningar
Från 1871 till 1923 arrangerade sällskapet 48 vandringsutställningar i Sankt Petersburg och Moskva, på vilka följde visningar i Kiev, Charkiv, Kazan, Orjol, Riga, Odessa och andra städer.
Under slutet av år 2011 till januari 2012 visades målningar av peredvizjnikerna vid utställningen "Peredvizjniki" på Nationalmuseum i Stockholm, verk som lånats från Sankt Petersburg.

## Bilder

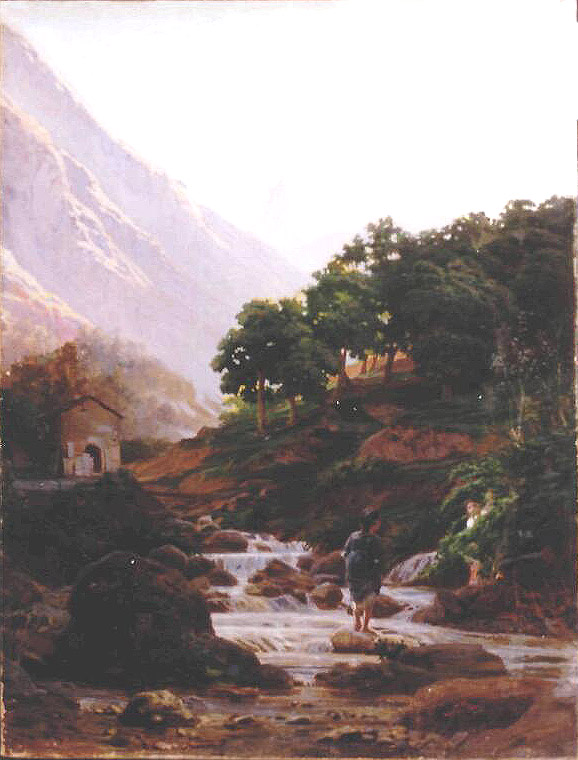
Carrara av Nikolaj Ge
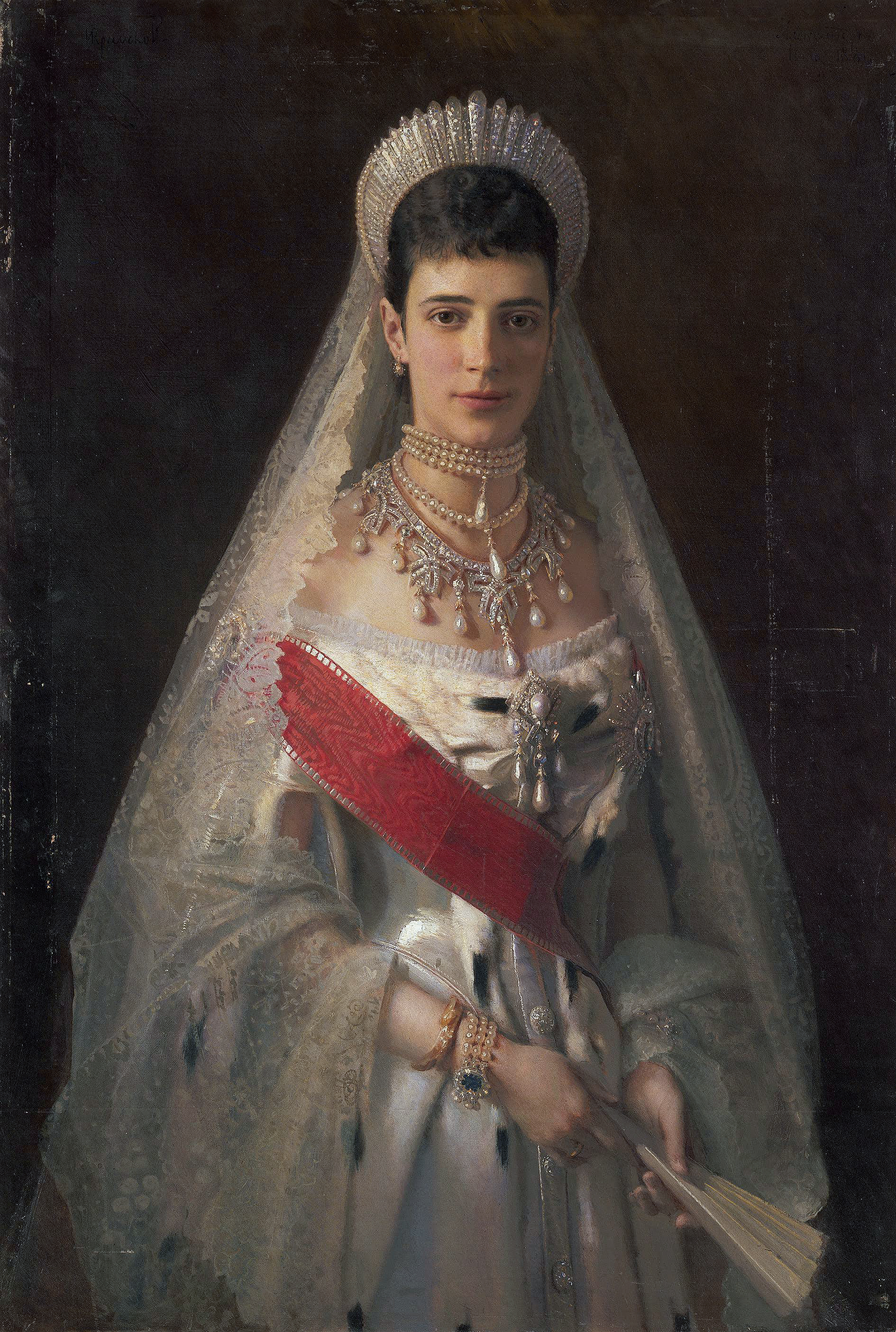
Maria Fjodorovna, Dagmar av Danmark, maka åt Alexander III av Ivan Kramskoj (1880)
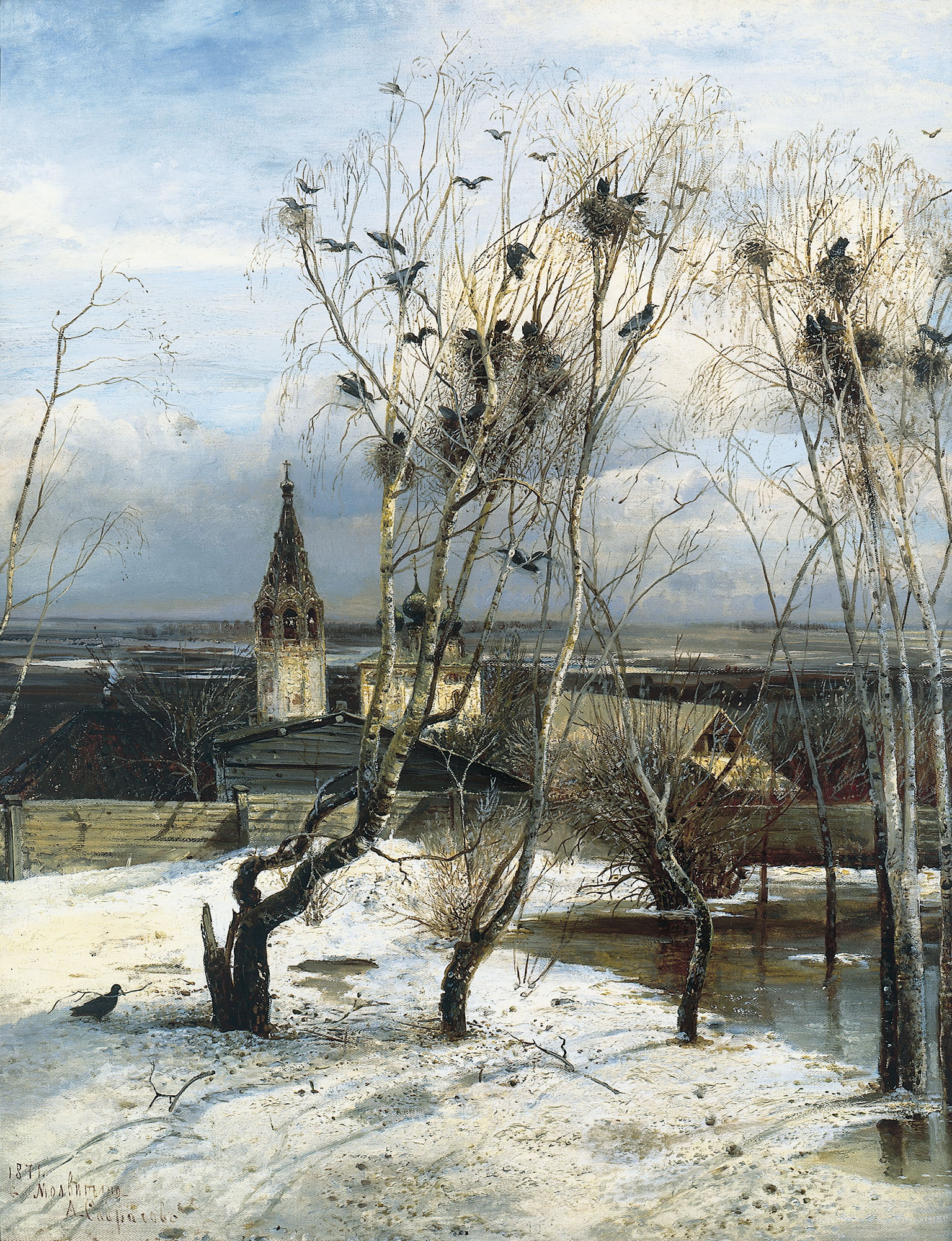
Aleksej Savrasov: Kornkråkorna har komnit, (1871)
Regn i ekskog av Ivan Sjisjkin  (1891)
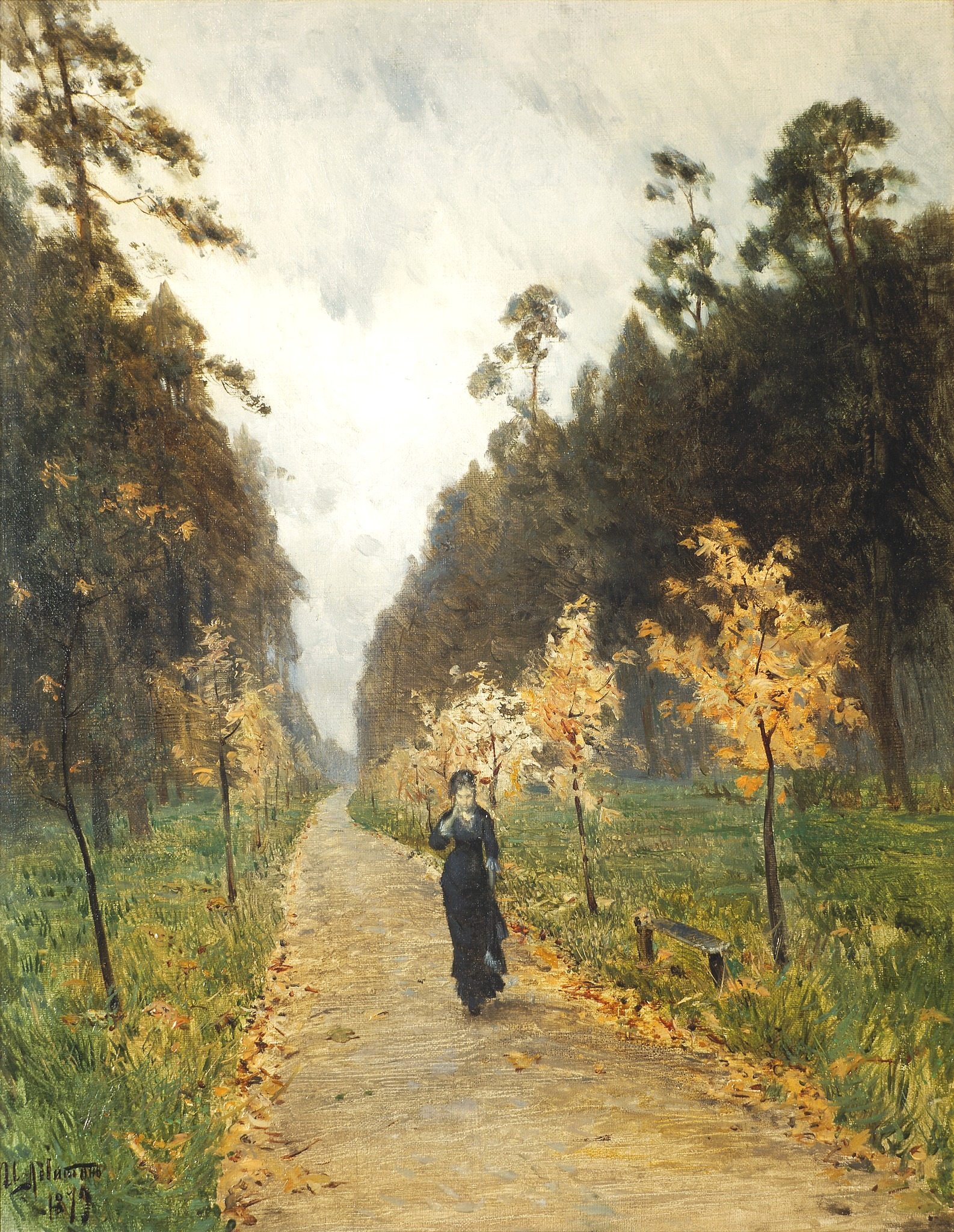
«Höstdag i Sokolnikij» av Isaak Levitan. (1879)
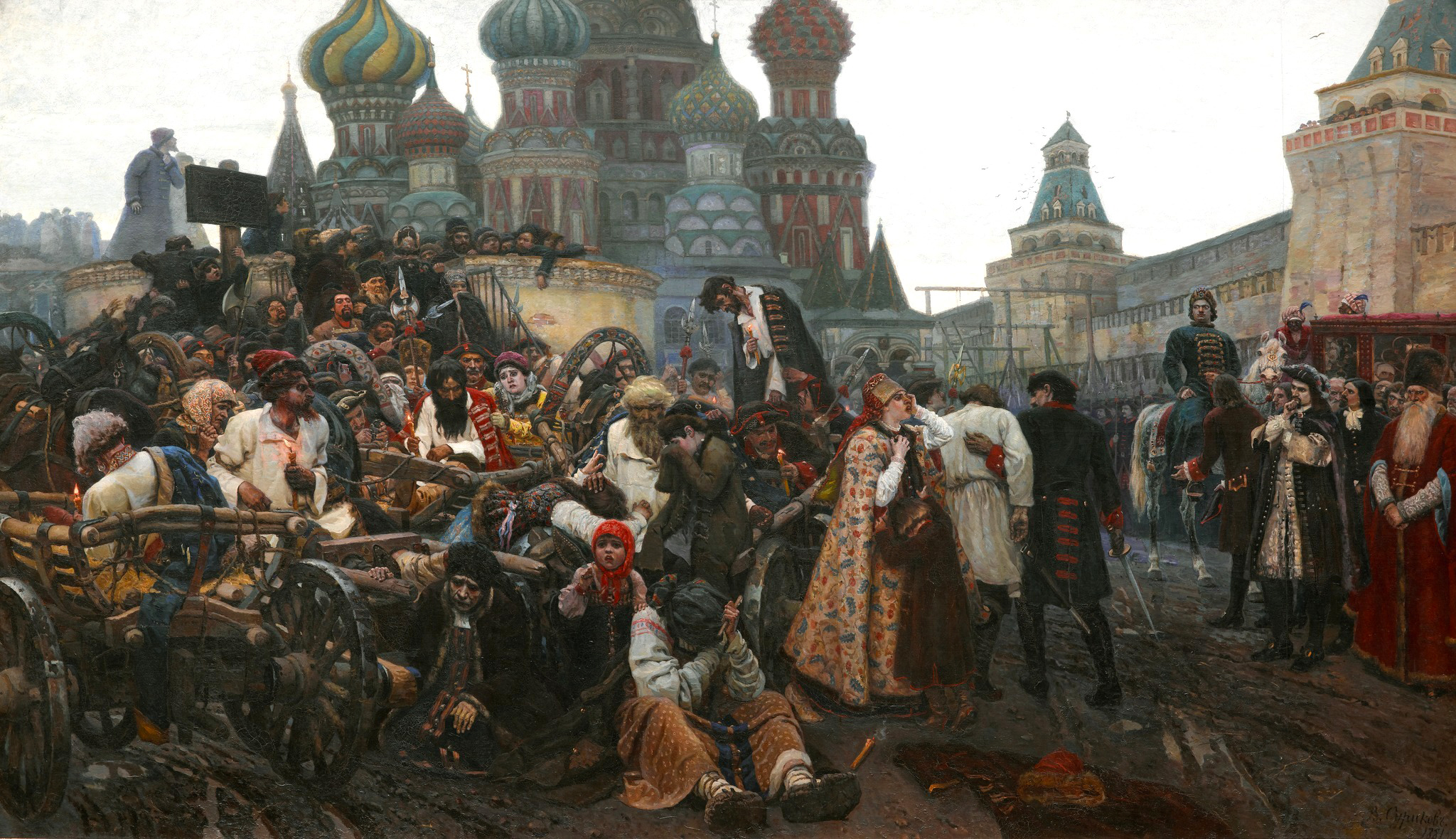
Streltsernas morgonavrättning av Vasilij Surikov (1881)
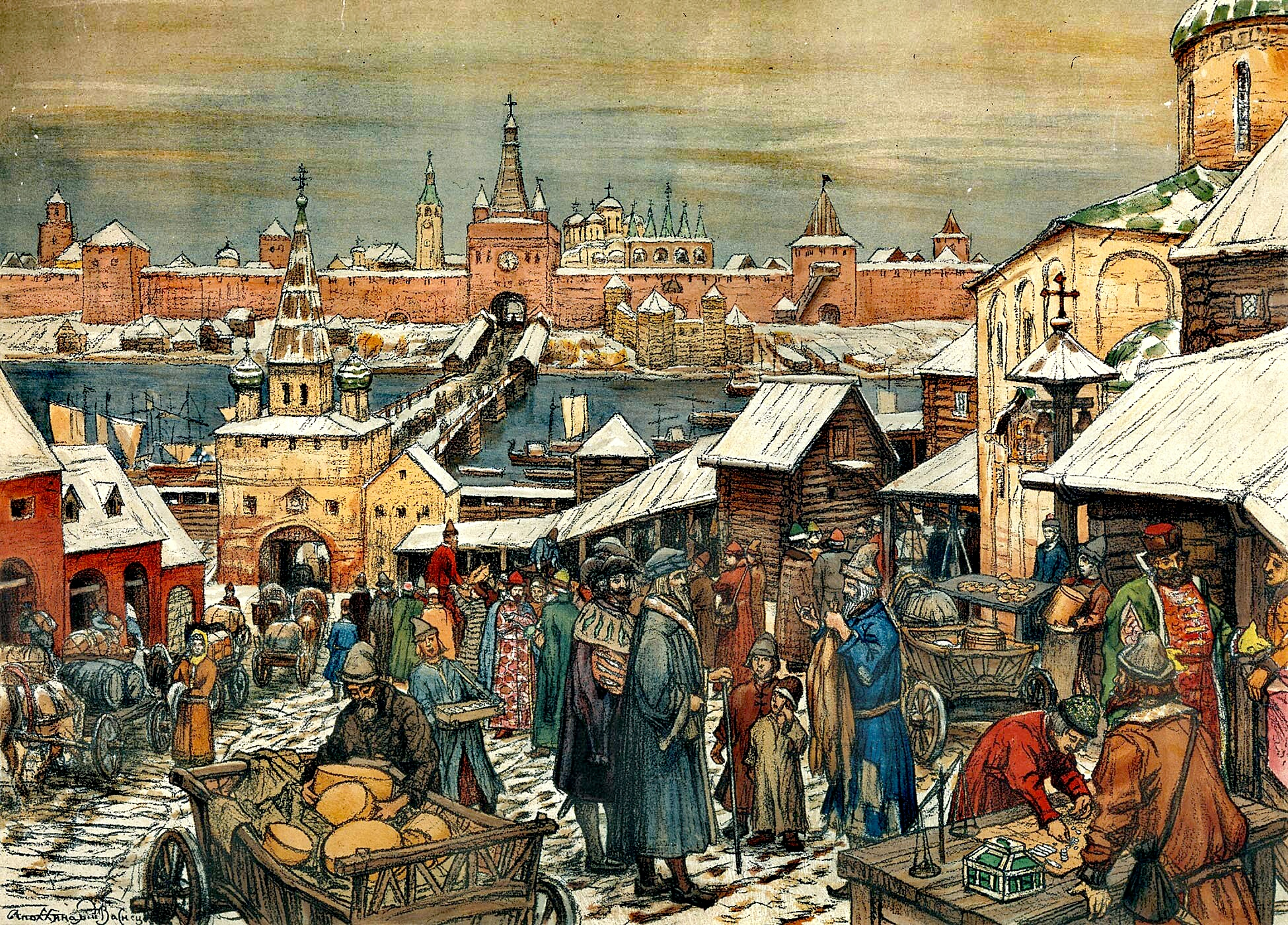
Novgorod torg av Apollinarij Vasnetsov
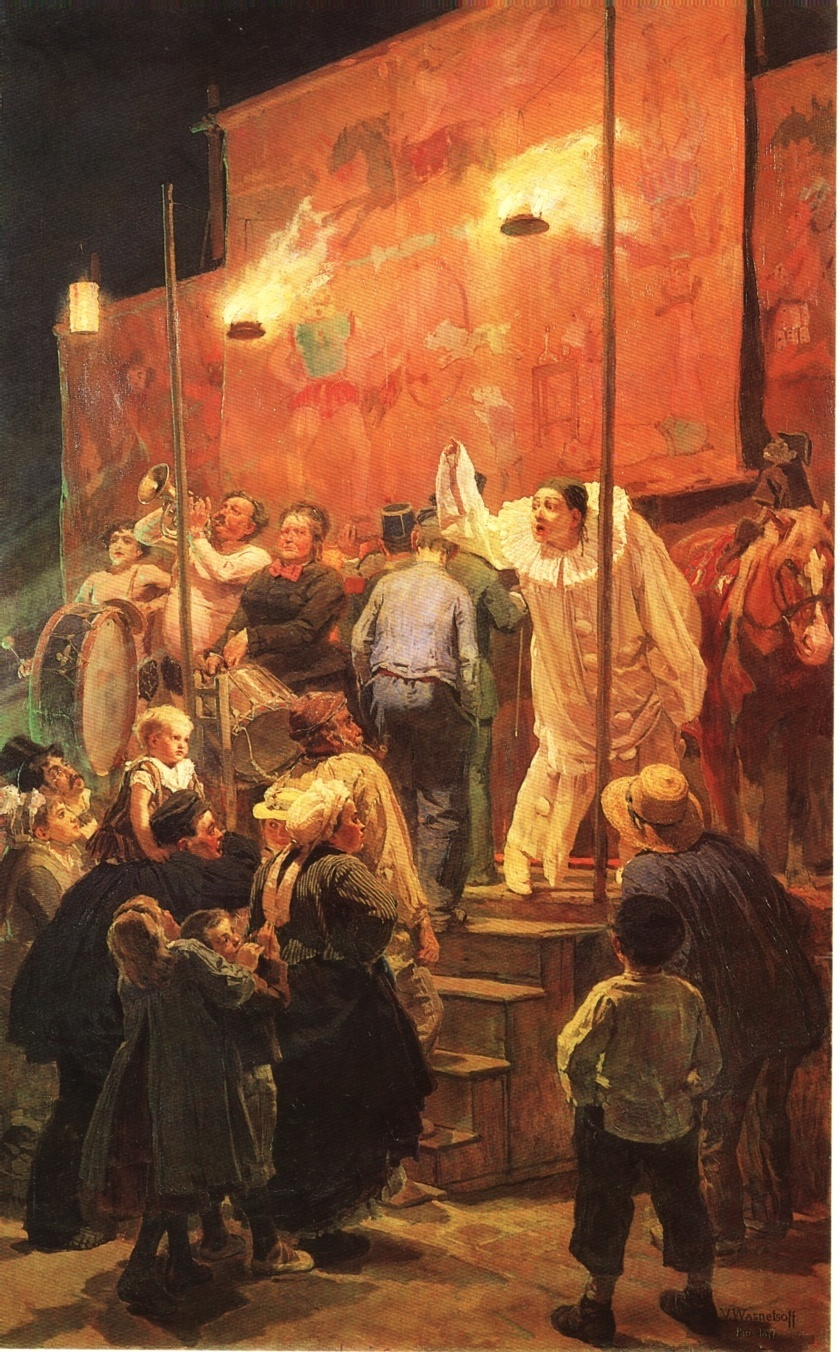
Akrobater av Viktor Vasnetsov (1877)

## Kända vandrarmålare
- Michail Clodt von Jürgensburg
- Nikolaj Jarosjenko
- Nikolaj Kasatkin
- Archip Kuindzji
- Rafail Levitskij
- Aleksandr Litovsjenko
- Vladimir Makovskij
- Vasilij Maksimov
- Grigorij Mjasojedov
- Leonid Pasternak
- Vasilij Polenov
- Illarion Prjanisjnikov
- Andrej Rjabusjkin
- Konstantin Savitskij
- Zinaida Serebrjakova
- Valentin Serov
- Emily Shanks
- Apollinarij Vasnetsov